# Hieracium agathamthum
Hieracium agathamthum là một loài thực vật có hoa trong họ Cúc. Loài này được (Rehmann) Czerep. mô tả khoa học đầu tiên năm 1995.